# Phyllophaga sibonyensis
Phyllophaga sibonyensis är en skalbaggsart som beskrevs av Garcia-vidal 1988. Phyllophaga sibonyensis ingår i släktet Phyllophaga och familjen Melolonthidae. Inga underarter finns listade i Catalogue of Life.